# Prometij
Prometij je kemični element s simbolom Pm in atomskim številom 61. Vsi njegovi izotopi so radioaktivni; je izredno redek, saj se v zemeljski skorji v določenem trenutku naravno nahaja le približno 500–600 gramov. Prometij je eden od le dveh radioaktivnih elementov, ki jim v periodnem sistemu sledijo elementi s stabilnimi oblikami; drugi je tehnecij. Kemično je prometij lantanid. Prometij kaže samo eno stabilno oksidacijsko stanje +3.
Leta 1902 je Bohuslav Brauner predlagal, da obstaja takrat neznan element, na osnovi lastnosti med že znanimaneodimom (60) in samarijem (62); to je leta 1914 potrdil Henry Moseley, ki je po meritvi atomskih števil vseh takrat znanih elementov ugotovil, da atomsko število 61 manjka. Leta 1926 sta dve skupini (ena italijanska in ameriška) trdili, da so izolirali vzorec elementa 61; obe "odkritji" sta se kmalu izkazali za napačni. Leta 1938 je bilo med jedrskim poskusom na univerzi Ohio State proizvedenih nekaj radioaktivnih nukleotidov, ki zagotovo niso bili radioizotopi neodima ali samarija, vendar kemijskih dokazov za to, da je bil proizveden element 61, ni bilo, tako da odkritja na splošno niso priznali. Prometij so prvič ustvarili in opisali v nacionalnem laboratoriju Oak Ridge leta 1945 med ločevanjem in analizo cepitvenih produktov uranovega goriva, obsevanega v grafitnem reaktorju. Za odkritje so predlagali ime "prometeum" (črkovanje je bilo nato spremenjeno), po Prometeju, titanu v grški mitologiji, ki je ukradel ogenj z Olimpa in ga prinesel ljudem, kot znak za "drznost in možno zlorabo človeškega razuma". Vzorec kovine so naredili šele leta 1963.
Obstajata dva možna vira naravnega prometija: redki razpadi naravnega evropija -151 (ustvarja prometij-147) in urana (različni izotopi). Praktične rabe obstajajo samo za kemične spojine prometeja-147, ki se uporabljajo v svetlečih barvah, atomskih baterijah in napravah za merjenje debeline, čeprav je prometij-145 najbolj stabilen izotop. Ker je prometij v naravi izjemno redek, se običajno sintetizira z bombardiranjem urana-235 (obogatenega urana) s termalnimi nevtroni, kar kot produkt cepitve da prometij-147 .